# Cocytia
Cocytia là một chi bướm đêm thuộc họ Erebidae.

## Các loài tiêu biểu
- Cocytia durvillii Boisduval, 1828